# Maureen Mmadu
Maureen Mmadu (* 7. Mai 1975 in Onitsha) ist eine ehemalige nigerianische Fußballspielerin und derzeitige Trainerin. Die Mittelfeldspielerin war die erste Afrikanerin mit 100 Länderspielen, die sie für die nigerianische Fußballnationalmannschaft der Frauen bestritt und an vier Weltmeisterschaften sowie zwei Olympischen Spielen teilnahm.

## Karriere

### Vereine
Mmadu spielte zunächst mehrere Jahre in der nigerianischen Frauenliga und dann in der norwegischen sowie schwedischen Liga für Sandviken IL, Klepp IL, Amazon Grimstad FK, Linköpings FC, Kolbotn IL und als Mannschaftskapitänin für Avaldsnes IL, wo sie nun als Co-Trainerin der ersten und Cheftrainerin der zweiten Mannschaft tätig ist.

### Nationalmannschaft
Mmadu spielte von 1993 bis 2008 in der nigerianischen Fußballnationalmannschaft der Frauen, die in dieser Zeit sechsmal die Fußball-Afrikameisterschaft der Frauen gewann. 1995, 1999, 2003 und 2007 stand sie in den nigerianischen WM-Kadern und bestritt sieben WM-Spiele, wurde aber 1999 nicht eingesetzt. 2000 und 2004 nahm sie an den Olympischen Spielen teil und kam in fünf Spielen zum Einsatz. Von der FIFA wurde sie bereits in der im August 2009 veröffentlichten „FIFA Hunderterklub“-Listen mit 101 Länderspielen im Zeitraum von 1993 bis 2009 genannt. In der nigerianischen Länderspielstatistik der FIFA werden aber keine Spiele im Jahr 1993 und nur 92 Spiele für den Zeitraum 1994 bis 2009 genannt. Bei 10 dieser 92 Spiele kam sie laut FIFA-Spielberichten nicht zum Einsatz.

## Erfolge
- Afrikameister: 2002 und 2006